# Macrocarpaea pauciflora
Macrocarpaea pauciflora är en gentianaväxtart som beskrevs av Brother Alain. Macrocarpaea pauciflora ingår i släktet Macrocarpaea och familjen gentianaväxter. Inga underarter finns listade i Catalogue of Life.